# Comuna Horoșe Ozero, Borzna
Horoșe Ozero (în ucraineană Хороше Озеро) este o comună în raionul Borzna, regiunea Cernihiv, Ucraina, formată din satele Oster, Horoșe Ozero (reședința) și Ukraiinka.

## Demografie
Componența lingvistică a comunei Horoșe Ozero
     Ucraineană (98,87%)
     Rusă (1,05%)
Conform recensământului din 2001, majoritatea populației comunei Horoșe Ozero era vorbitoare de ucraineană (98,87%), existând în minoritate și vorbitori de rusă (1,05%).